# Claudia Schiffer
Claudia Schiffer (Rheinberg, 25. kolovoza 1970.) njemački je supermodel i glumica. Tijekom 1990-ih bila je jedna od najuspješnijih supermodela na svijetu, zastupljena na više od 500 naslovnica raznih svjetskih časopisa. Časopis Forbes njezino bogatstvo procjenjuje na 38 milijuna funti.

## Životopis
Rodila se u gradiću Rheinbergu, nedaleko Düsseldorfa u njemačkoj saveznoj pokrajini Sjeverna Rajna-Vestfalija.
Majka Gudrun i otac Heinz, odvjetnik, osim nje, imaju sinove Stefana i Andreasa i kćer Ann Carolin.
U ranoj mladosti htjela je studirati pravo i raditi u očevoj odvjetničkoj firmi, ali kasnije je odustala od tih aspiracija zbog mode.
U listopadu 1987., sa sedamnaest godina, godine tijekom jednog izlaska u disko u Düsseldorfu, zapazio ju je Michel Levaton, vlasnik Metropolitan Model Agency i angažirao je. Uskoro se pojavila na naslovnici francuskog izdanja časoppisa Elle i izazvala zanimanje u europskim modnim krugovima.
Po završetku školovanja nastavila je s manekenskom karijerom. Nastupila je u nizu uspješnih filmova i video spotova.
Ipak, više uspjeha postigla je u modnom svijetu, nego kao glumica.
Zbog svoje visine, osjećala se društveno izoliranom. Pojavila se obnažena u Citroenovom oglasu, ali vidjela su joj se samo stopala i dio od ramena naviše. Te 1998. još nije znala voziti auto.
Bila je u vezama s nekoliko muškaraca, od kojih je bio najpoznatiji američki mađioničar David Copperfield s kojim je bila u vezi 1994. – 1999. godine. Istodobno, zbog velike popularnosti, imala je niz problema s progoniteljima, ali policija ju je uspjela zaštititi.
Od 2002. godine udana je za američkog filmskog producenta Matthewa Vaghna s kojim ima dvoje djece, sina Caspara i kćer Clementine.
S kolegicama iz manekenskog posla Naomi Campbell, Elle MacPherson, i Christy Turlington bila je vlasnica niza kafića Fashion Café.